# プレビュー
プレビュー (Preview) とは、コンピュータなどにおいて、実際になんらかの出力を行う前に、出力の結果をシミュレートし、画面上で確認すること（英語一般では先行して何か見る機会と言う意味である。）。
一度出力結果を確認して、間違いがあればそれをその場で訂正してから実際の操作を行うことで、不必要なやり直し作業を省くことができる。例えば文書の印刷を行う際に、プレビューをせずに印刷すると、修正箇所があった際には印刷のやり直しとなり、時には膨大な紙とインクの無駄遣いになってしまう場合もある。Microsoft Office各ソフトや、電子掲示板やブログサービスなど多くのウェブサイトにはプレビュー機能があり、ウィキペディアに投稿する際もプレビュー機能を利用できる。
WYSIWYGとは画面上でリアルタイムにプレビューを行うのと同等の概念であり、完全なWYSIWYGを実現したアプリケーションではプレビューは本来必要ないが、現実的には用紙や余白の調整、ヘッダーやフッターの編集、最終チェックなどで補助的なプレビュー機能が提供されている場合が多い。